# 메틸클로로아이소싸이아졸리논
메틸클로로아이소싸이아졸리논(Methylchloroisothiazolinone; MCI; MCIT)은 아이소싸이아졸리논(Isothiazolinone)계의 화합물이며, 가습기 살균제 사건의 원인물질이기도 하다.